# Blattella simillima
Blattella simillima är en kackerlacksart som först beskrevs av Karlis Princis 1971.  Blattella simillima ingår i släktet Blattella och familjen småkackerlackor. Inga underarter finns listade.